# Albert Dastre
Albert Jules Franck Dastre, né le 7 novembre 1844 et mort le 22 octobre 1917 à Paris, est un médecin biologiste et physiologiste français.

## Biographie
Albert Dastre commence sa carrière avec Claude Bernard et Paul Bert. Reçu à l'École normale supérieure en 1864, il y passe son agrégation de sciences physiques en 1867. Licencié ès sciences naturelles en 1870, il obtient en 1876 le titre de docteur ès sciences naturelles avec deux thèses: Des corps biréfringents de l'oeuf, et Recherches embryologiques sur l'allantoïde et le chorion de quelques mammifères. En 1879 il est reçu docteur en médecine avec une thèse intitulée: De la glycémie asphyxique. 

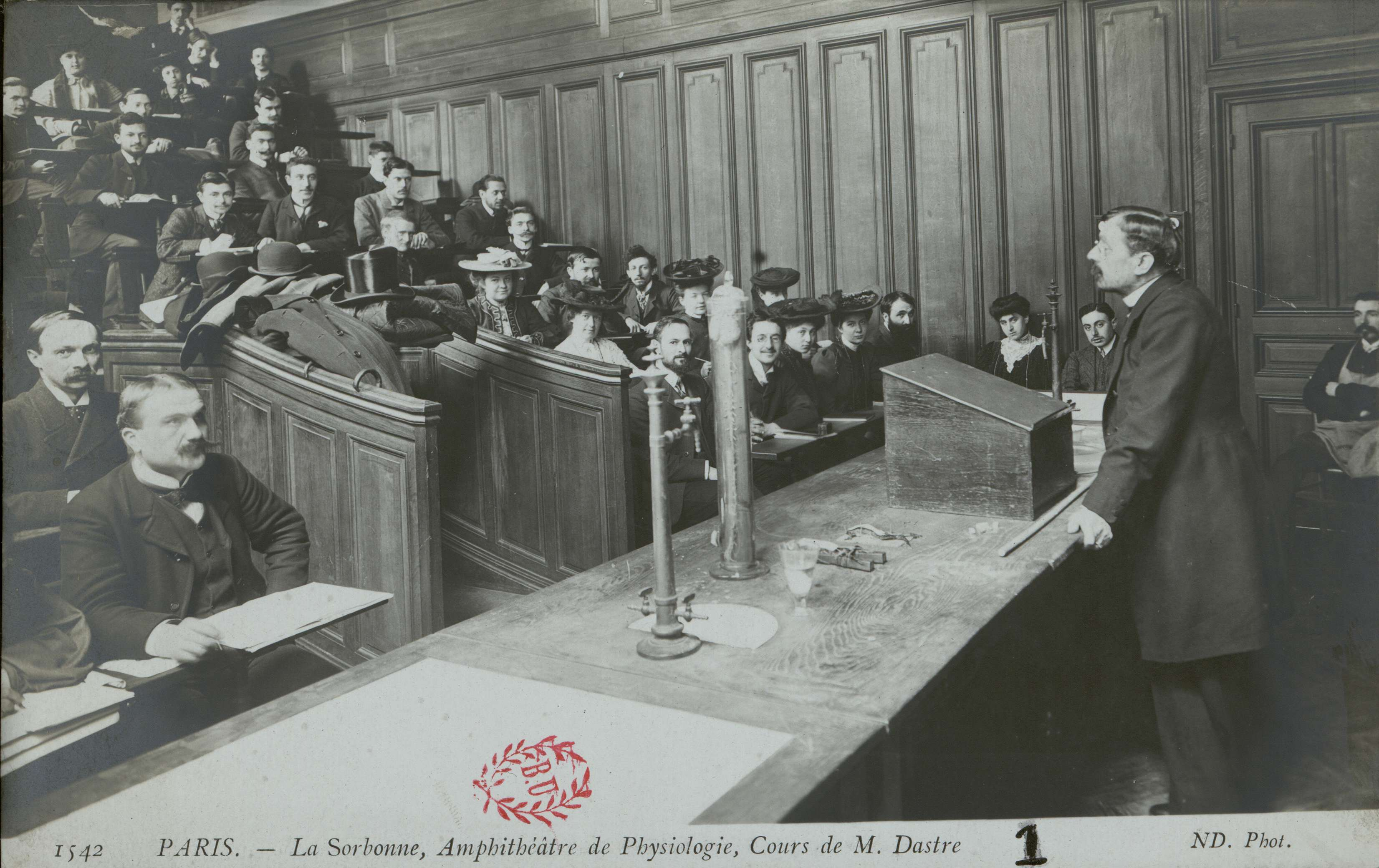
Carte postale d'un cours de physiologie d'Albert Dastre à La Sorbonne.

Il enseigne les sciences naturelles au lycée Louis-le-Grand; il revient ensuite à l'École normale supérieure en tant que maître de conférence. Il obtient la chaire de physiologie générale de la Sorbonne en 1887, succédant ainsi à Paul Bert. 
Il devient membre de l'Académie des sciences en 1904. Il sera également membre de l'Académie de médecine, ainsi que des académies de Turin, Saint-Pétersbourg et Copenhague. Il sera en outre directeur de l'École des hautes études et président de la Société de biologie. Un de ses élèves les plus connus est le physiologiste roumain Nicolae Paulescu (1869-1931), découvreur de l'insuline.
Il meurt écrasé par un camion devant l'Institut,.

## Apports scientifiques

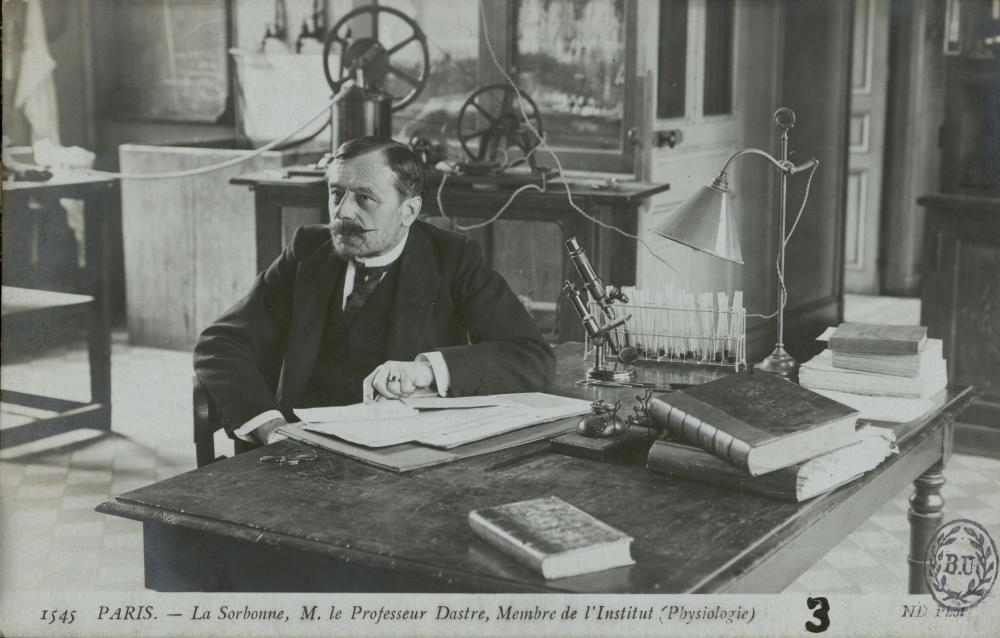
Carte postale d'Albert Dastre à la Sorbonne.

Albert Dastre a réalisé la plus grande partie de sa carrière dans le domaine du diabète. Il a également mis en évidence les propriétés protéolytiques dans le sang. En 1893, il reporte la réduction de fibrine chez le chien sous phlébotomie et décrit ainsi le phénomène de fibrinolyse des caillots sanguins. En 1899, il publie avec N. Floresco un mémoire sur Les recherches sur les matieres colorantes du foie et de la bile et sur le fer hépatique. En 1903, dans son ouvrage La vie et la mort, il se fait le défenseur de la « doctrine de l'énergie ».

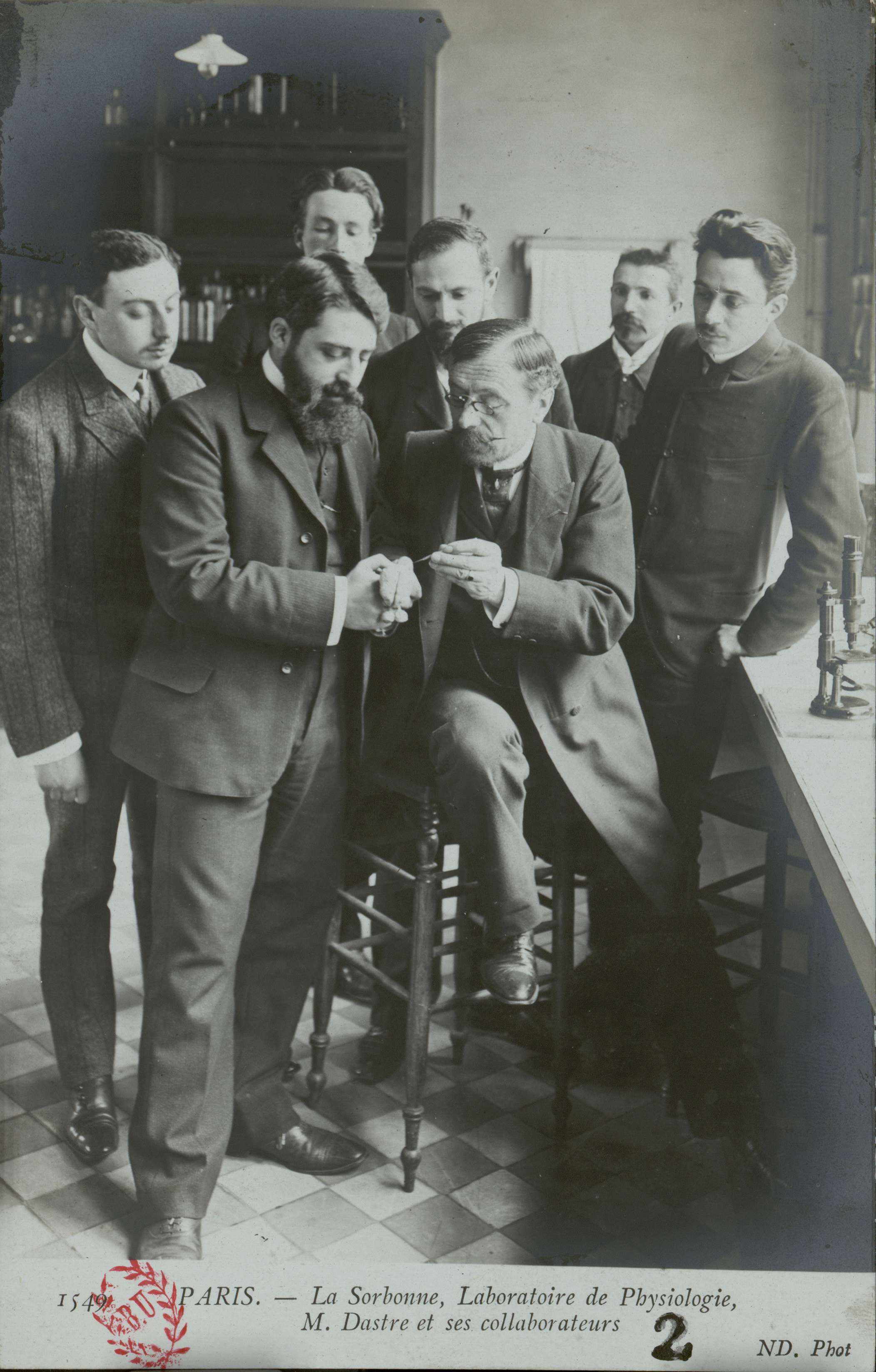
Carte postale de M. le professeur Dastre, dans son laboratoire de physiologie, avec ses collaborateurs.

Avec son collègue Jean-Pierre Morat (1846–1920), il décrit la « Loi de Dastre-Morat » qui postule que « la vasoconstriction des vaisseaux capillaires de la surface du corps est généralement accompagnée de la vasodilatation des vaisseaux internes, en particulier des viscères et vice-versa ».

## Publications
- Recherches sur l'allantoïde et le chorion de quelques mammifères. Suivi de Des corps biréfringents de l'œuf des ovipares, Paris, G. Masson, 1876 (lire en ligne)
- 1878-79 :Leçons sur les Phénomènes de la vie communs aux animaux et aux végétaux avec Claude Bernard.
- De la Glycémie asphyxique, Versailles : Impr. Cerf et Fils , 1879
- Le Système grand sympathique, Dastre et Morat, Paris : O. Doin , 1880
- Étude critique des travaux récents sur les anesthésiques, Paris : G. Masson , 1881
- Recherche sur les lois de l'activité du cœur, Paris, Germer-Baillière, 1882
- Recherches expérimentales sur le système nerveux vaso-moteur, par A. Dastre, etc. et J.-P. Morat, etc. Paris : G. Masson , 1884
- A propos de l'Histoire de la circulation du sang: Réponse aux critiques de M. Turner, Paris : [s.n.] , 1885
- Les anesthésiques : physiologie et applications chirurgicales, par A. Dastre, etc., Paris : Masson , 1890
- La cocaïne : physiologie et applications chirurgicales, Paris : Masson , 1892
- Exposé des titres et travaux scientifiques de A. Dastre, Albert Dastre, Paris : G. Masson , 1894
- Recherches sur les matières colorantes du foie et de la bile et sur le fer hépatique, par A. Dastre, etc. et N. Floresco, etc. / Paris : Steinheil , 1899
- La phagocytose , 1899
- La lèpre, Paris, Revue des Deux-Mondes, 1901
- Physique biologique, osmose, tonométrie, cryoscopie, Paris : G. Masson , 1901
- La vie et la mort, Paris : E. Flammarion, Bibliothèque de philosophie scientifique, 1903
- Appendice à l'exposé des titres et travaux scientifiques de A. Dastre: 1894-1904, Paris : Impr. de la Cour d'appel L. Marétheux , 1904
- Séance publique annuelle des cinq académies du jeudi 25 octobre 1906, présidée par M. Gebhart ; Institut de France / Paris : Institut de France , 1906
- Inauguration du monument de Horace Wells (avec médaillon de Paul Bert) : à Paris le dimanche 27 mars 1910 / [Discours de M. Dastre] ; Institut de France, Académie des sciences / Paris : Gautier-Villars , 1910
- Inauguration du monument élevé à la mémoire de Etienne-Jules Marey : à Beaune, le dimanche 31 août 1913, Discours de M. Albert Dastre ; Institut de France, Académie des sciences, Paris : Gauthier-Villars , 1913
- Le Centenaire de Claude Bernard, Paris : Imp. L. Maretheux , 1913
- Centenaire de Claude Bernard : discours / [Maurice Croizet, René Viviani, Albert Dastre, Louis Henneguy, Henri Bergson, Arsène d'Arsonval] / [Paris] : Le Matin , 1914
- Séance publique annuelle des cinq académies du lundi 25 octobre 1915 / présidée par M. Léon Bonnat, etc. ; Institut de France / Paris : Institut de France , 1915
- Les Plaies de guerre et la nature médicatrice, Paris : E. Flammarion , 1916
- Appendice à l'exposé des titres et travaux scientifiques de A. Dastre : 1894-1904, Paris : BIU Santé , 2012
- Exposé des titres et travaux scientifiques de A. Dastre, Edition électronique : numérisation 2012 / Paris : BIU Santé , 2012

Préfacier
- Leçons d'anatomie et de physiologie animales, suivies d'un exposé des principes de la classification... : pour la classe de philosophie, les classes de Ve et VIe années de l'enseignement spécial et les candidats au baccalauréat ès-sciences restreint, par E. Besson, etc. ; avec une préface de M. A. Dastre, Paris : C. Delagrave , 1891
- Leçons d'anatomie et de physiologie animales : suivies d'un exposé des principes de la classificqtion : pour les classes de philosophie, 1res lettres et sciences, les candidats au baccalauréat és-sciences restreint et les aspirants au brevet supérieur : contenant 844 dessins répartis en 641 figures intercalées dans le texte, par Émile Besson, etc. ; avec une préface de M. A. Dastre, 2e édition revue et améliorée, Paris : C. Delagrave , 1891
- Chaleur animale et bioénergétique, par Jules Lefèvre, etc. ; préface de M. A. Dastre, Paris : Masson et cie , 1911

Traducteur
- Des lésions des nerfs et de leurs conséquences, par le docteur S. Weir Mitchell, traduit et annoté avec l'autorisation de l'auteur par M. Dastre ; et précédé d'une préface par M. le Professeur Vulpian / Paris : G. Masson , 1874